# Boa constrictor (повесть)
«Boa constrictor» — повесть украинского писателя Ивана Франко. Написана предположительно в 1877 году. Впервые опубликована в 1878 году во львовских журналах «Громадський друг» № 2, с 98—109, «Дзвін», с. 187—202 и «Молот», с. 39—62. Повесть связана с «Бориславскими рассказами» Франко и романом «Борислав смеётся», в котором фигурирует главный герой повести.
Отдельной книгой впервые выпущена в 1884 году в издании львовского журнала «Зоря», с которым в то время сотрудничал писатель. Для отдельного издания Франко отредактировал журнальный текст произведения: были убраны длинные диалоги и натуралистические сцены свирепства холеры в Галиции, сделаны стилистические правки, а также добавлено окончание. К 1907 году относится третья редакция произведения, переработанная на основе второй.
На русский язык повесть впервые была переведена в 1898 году Владимиром Бонч-Бруевичем, однако этот перевод не был своевременно выпущен из-за запрета царской цензуры на публикацию произведений Франко. В 1956 году в 10-томном собрании сочинений Франко был опубликован перевод Александра Дейча.

## Сюжет
Главный герой произведения – Герман Гольдкремер – богатый предприниматель, еврей и сирота. Пройдя длительный путь, он, несмотря ни на что, остаётся недовольным. Его мучает страх, воплощённый в висящей у него картине, на которой удав (Boa constrictor) душит попавшуюся газель. «Его богатство представляется ему самому стоглавым чудовищем». Гольдкремер показан как эксплуататор украинских рабочих, пролетаризованных крестьян.
В конце Герман видит сон, в котором его душит змей с картины. Как оказывается позже, это был его собственный сын, который хотел его убить, чтоб получить состояние.

## Критика
В советской критике, как и другие произведения социалиста Франко, повесть рассматривалась с позиций «критического реализма» и точки зрения классового конфликта. Так, классической стала интерпретация Александра Белецкого, объясняющего оборванную концовку первой редакции произведения так: «Перерождение не произошло: хищник остался хищником, вернувшись в своё прежнее состояние». Русский советский литературовед Борис Турганов и С. Крыжановский писали, что «образ символического змея-удава — капитализма — проходит через всю... повесть, героем которой является богатый бориславский промышленник Герман Гольдкремер». В современной украинской критике повесть была переосмыслена как психологическое произведение. Значительно больше внимания было уделено сновидениям Гольдкремера и его недовольству своим положением.

## Издания текста
- Boa constrictor // Франко І. Я. Зібрання творів у п'ятдесяти томах. Художні твори: Томи 1—25 :  [укр.]. — Киев : Наукова думка, 1978. — Т. 14: Повісті та оповідання. — С. 370—441. — 480 с. — 46 000 экз.
- Boa constrictor [Друга редакція] // Франко І. Я. Зібрання творів у п'ятдесяти томах. Художні твори: Томи 1—25 :  [укр.]. — Киев : Наукова думка, 1979. — Т. 22: Повісті та оповідання (1904—1913). — С. 109—207. — 520 с. — 44 900 экз.
- Boa constrictor / Пер. А. И. Дейча // Франко И. Я. Сочинения в десяти томах :  [рус.] / Под общ. ред. А. И. Белецкого, М. Ф. Рыльского, Б. А. Турганова. — М. : ГИХЛ, 1956. — Т. 2: Рассказы и повести. — С. 227—312. — 584 с. — 85 000 экз.

### Комментарии
1. ↑  По сути одно и то же издание, последовательно менявшее своё название после конфискации.